# Maculiparia
Maculiparia is een geslacht van rechtvleugeligen uit de familie Romaleidae. De wetenschappelijke naam van dit geslacht is voor het eerst geldig gepubliceerd in 1980 door Jago.

## Soorten
Het geslacht Maculiparia omvat de volgende soorten:
- Maculiparia alejomesai Carbonell, 2002
- Maculiparia annulicornis Stål, 1873
- Maculiparia ariariensis Carbonell, 2002
- Maculiparia cerdai Carbonell, 2002
- Maculiparia coibensis Rowell, 2006
- Maculiparia curtipennis Scudder, 1875
- Maculiparia emarginata Stål, 1878
- Maculiparia embera Rowell, 2006
- Maculiparia guyanensis Carbonell, 2002
- Maculiparia havilandae Uvarov, 1925
- Maculiparia huilensis Carbonell, 2002
- Maculiparia immaculata Bruner, 1907
- Maculiparia obtusa Stål, 1878
- Maculiparia rotundata Stål, 1878
- Maculiparia terramar Carbonell, 2002